# إنديانابوليس 500 سنة 1919
سباق إنديانا بوليس -500 ميل 1919 أقيم في حلبة إنديانابوليس موتور سبيدواي في 31 مايو 1919 وفاز في السباق هاودي ولكوكس من فريق إنديانابوليس موتور سبيدواي بمتوسط سرعة 88.050 ميل/س (141.703 كم/س).
وكان أول المنطلقين رينيه توماس (فرنسا) بسرعة 104.780 ميل/س (168.627 كم/س).